# Libnotes acrophaea
Libnotes acrophaea är en tvåvingeart som först beskrevs av Alexander 1930.  Libnotes acrophaea ingår i släktet Libnotes och familjen småharkrankar. Inga underarter finns listade i Catalogue of Life.